# Stanislao Cannizzaro
Stanislao Cannizzaro (Palermo, 13 juli 1826 – Rome, 10 mei 1910) was een Italiaans scheikundige.
Cannizzaro was achtereenvolgens professor te Genua, Palermo en vanaf 1871 te Rome.  Hij heeft in 1858, door de uitgave van een pamflet, de moleculairtheorie van Avogadro ingang doen vinden.  Op het Congres van chemici te Karlsruhe, in 1860, deed Cannizzaro de verwarring opheffen die toen nog bestond tussen de begrippen molecule en atoom. Hij verwierf ook naam op het gebied van de organische chemie. In 1870 was hij samen met Hugo Schiff stichter van de Gazzetta Chimica Italiana. In 1891 kreeg Cannizzaro de Copley Medal. De Cannizzaro-reactie is door hem ontdekt.
Tijdens zijn periode in Palermo was hij er rector in de jaren 1866-1868.
Vanaf zijn academische benoeming in Rome (1871) werd hij senator voor het leven van het koninkrijk Italië, omwille van zijn wetenschappelijke verdiensten. Meerdere malen was Cannizzaro vicevoorzitter van de senaat.